# Dan Alexa
Dan Alexa (Caransebeș, 28 ottobre 1979) è un allenatore di calcio ed ex calciatore rumeno, di ruolo centrocampista, tecnico del SSU Politehnica Timișoara.

## Carriera

### Club
Cresce nelle giovanili del CSP UM Timișoara dove milita anche nella stagione 1998-1999 in Divizia C senza scendere mai in campo. Nel 1998 viene ceduto al Rocar București, club dellaDivizia B e promosso nel massimo campionato. L'esordio di Alexa in Divizia A si ebbe il 31 luglio 1999 nel derby perso 2-1 contro lo Steaua. Nella prima stagione in massima divisione colleziona 8 presenze ed 1 rete. Successivamente passa prima all'Universitatea Craiova poi alla Dinamo Bucarest dove vince 1 campionato e 2 coppe di Romania
Si trasferisce quindi in Cina nel Beijing Guoan dove rimane 2 stagioni per poi rientrare in Romania ancora nella Dinamo. Nella stagione 2006 viene ceduto al FC Timișoara dove rimane fino al termine della stagione 2010-11 quando il club fallisce. Firma quindi un contratto di 2 anni con il Rapid Bucarest

### Nazionale
L'esordio con la nazionale maggiore della Romania avviene 27 maggio 2004 nell'incontro perso 1-0 contro l'Irlanda. Negli anni successivi esce dal giro della nazionale e per la seconda presenza (contro l'Italia) passano sei anni. Nel 2011 viene convocato con più continuità. Gioca contro l'Ucraina, dove segna una doppietta, la Bosnia ed Erzegovina, il Brasile e il Paraguay, tutti incontri amichevoli.

## Palmarès

### Giocatore

#### Competizioni nazionali
- Coppa di Romania: 2

Dinamo Bucarest: 2002-2003, 2003-2004
- Campionato rumeno: 1

Dinamo Bucarest: 2003-2004

### Allenatore

#### Competizioni nazionali
- Seconda divisione rumena: 3

Poli Timișoara: 2014-2015
Rapid Bucarest: 2015-2016
Dunărea Călărași: 2017-2018